# أوريبي
الأوريبي أو أدْبَس (الاسم العلمي: Ourebia ourebi) ظبي صغير رشيق و نحيل الأرجل طويل العنق وجد في أفريقيا جنوب الصحراء في أنغولا، بنين، بوتسوانا، بوركينا فاسو، الكاميرون، جمهورية أفريقيا الوسطى، تشاد، جمهورية الكونغو الديمقراطية، ساحل العاج، إريتريا، إثيوبيا، غامبيا، غانا، غينيا، غينيا بيساو، كينيا، مالاوي، مالي، موزمبيق، ناميبيا، النيجر، نيجيريا، رواندا، السنغال، سيراليون، الصومال، جنوب أفريقيا، جنوب السودان، السودان، تنزانيا، أوغندا، زامبيا وزيمبابوي.